# Morningside (Neil Diamond)
"Morningside" is een nummer van de Amerikaanse zanger Neil Diamond. Het nummer werd uitgebracht op zijn album Moods uit 1972. Twee jaar later, op 6 december 1974, werd het nummer uitgebracht als single.

## Achtergrond
"Morningside" is geschreven door Diamond en geproduceerd door Diamond en Tom Catalano. Diamond schreef het nummer na het overlijden van zijn grootouders. In een interview met de Engelse radio-dj Ken Evans uit 1972 vertelde hij: "'Morningside' is een treurig liedje. Het gaat over alleen sterven, iets waarvan ik me al lange tijd bewust ben. Het raakte mij toen mijn grootouders overleden - dat zij alleen stierven - dat zij niet bij hun kinderen waren toen zij overleden. En anderhalf jaar geleden, toen ik voor het eerst in Londen was, kwam ik langs een winkel en zag ik een prachtige tafel in de etalage. Die was handgemaakt en op een of andere manier kwamen deze twee gebeurtenissen samen, waaruit het nummer ontstond."
"Morningside" werd op 6 december 1974 uitgebracht, ruim twee jaar na het album Moods. Het was ook enkel in Nederland een single. Het kwam niet in de Nederlandse Top 40 terecht, maar behaalde wel de negende plaats in de Tipparade. Het nummer is gecoverd door een aantal artiesten, waaronder Harry Belafonte en Lee Towers.

## Hitnoteringen

### NPO Radio 2 Top 2000
| Nummer met noteringen in de NPO Radio 2 Top 2000 | '00  | '01-'08 | '09  | '10  | '11  |
| ------------------------------------------------ | ---- | ------- | ---- | ---- | ---- |
| Morningside                                      | 1341 | -       | 1862 | 1567 | 1645 |

1. ↑  Een '-' betekent dat het nummer niet was genoteerd en een vetgedrukt getal geeft de hoogste notering aan.
2. ↑  2000 was het eerste jaar met een notering voor dit nummer.
3. ↑  Deze tabel is bijgewerkt tot en met de meest recente editie (2024).

### Evergreen Top 1000
| Evergreen Top 1000 "Morningside - Neil Diamond" | Evergreen Top 1000 "Morningside - Neil Diamond" | Evergreen Top 1000 "Morningside - Neil Diamond" | Evergreen Top 1000 "Morningside - Neil Diamond" | Evergreen Top 1000 "Morningside - Neil Diamond" | Evergreen Top 1000 "Morningside - Neil Diamond" | Evergreen Top 1000 "Morningside - Neil Diamond" | Evergreen Top 1000 "Morningside - Neil Diamond" | Evergreen Top 1000 "Morningside - Neil Diamond" | Evergreen Top 1000 "Morningside - Neil Diamond" | Evergreen Top 1000 "Morningside - Neil Diamond" | Evergreen Top 1000 "Morningside - Neil Diamond" | Evergreen Top 1000 "Morningside - Neil Diamond" | Evergreen Top 1000 "Morningside - Neil Diamond" | Evergreen Top 1000 "Morningside - Neil Diamond" | Evergreen Top 1000 "Morningside - Neil Diamond" | Evergreen Top 1000 "Morningside - Neil Diamond" |
| Jaar                                            | 2008                                            | 2009                                            | 2010                                            | 2011                                            | 2012                                            | 2013                                            | 2014                                            | 2015                                            | 2016                                            | 2017                                            | 2018                                            | 2019                                            | 2020                                            | 2021                                            | 2022                                            | 2023                                            |
| ----------------------------------------------- | ----------------------------------------------- | ----------------------------------------------- | ----------------------------------------------- | ----------------------------------------------- | ----------------------------------------------- | ----------------------------------------------- | ----------------------------------------------- | ----------------------------------------------- | ----------------------------------------------- | ----------------------------------------------- | ----------------------------------------------- | ----------------------------------------------- | ----------------------------------------------- | ----------------------------------------------- | ----------------------------------------------- | ----------------------------------------------- |
| Positie                                         | -                                               | -                                               | -                                               | -                                               | -                                               | -                                               | -                                               | -                                               | 657                                             | 641                                             | 360                                             | 316                                             | 342                                             | 300                                             | 235                                             | 350                                             |